# آني سميث بيك
آني سميث بيك (بالإنجليزية: Annie Smith Peck) هي متسلقة جبال أمريكية، ولدت في 19 أكتوبر 1850 في بروفيدنس في الولايات المتحدة، وتوفيت في 18 يوليو 1935 في مانهاتن في الولايات المتحدة.

## وصلات خارجية
- آني سميث بيك على موقع الموسوعة البريطانية (الإنجليزية)